# Kirche Cämmerswalde

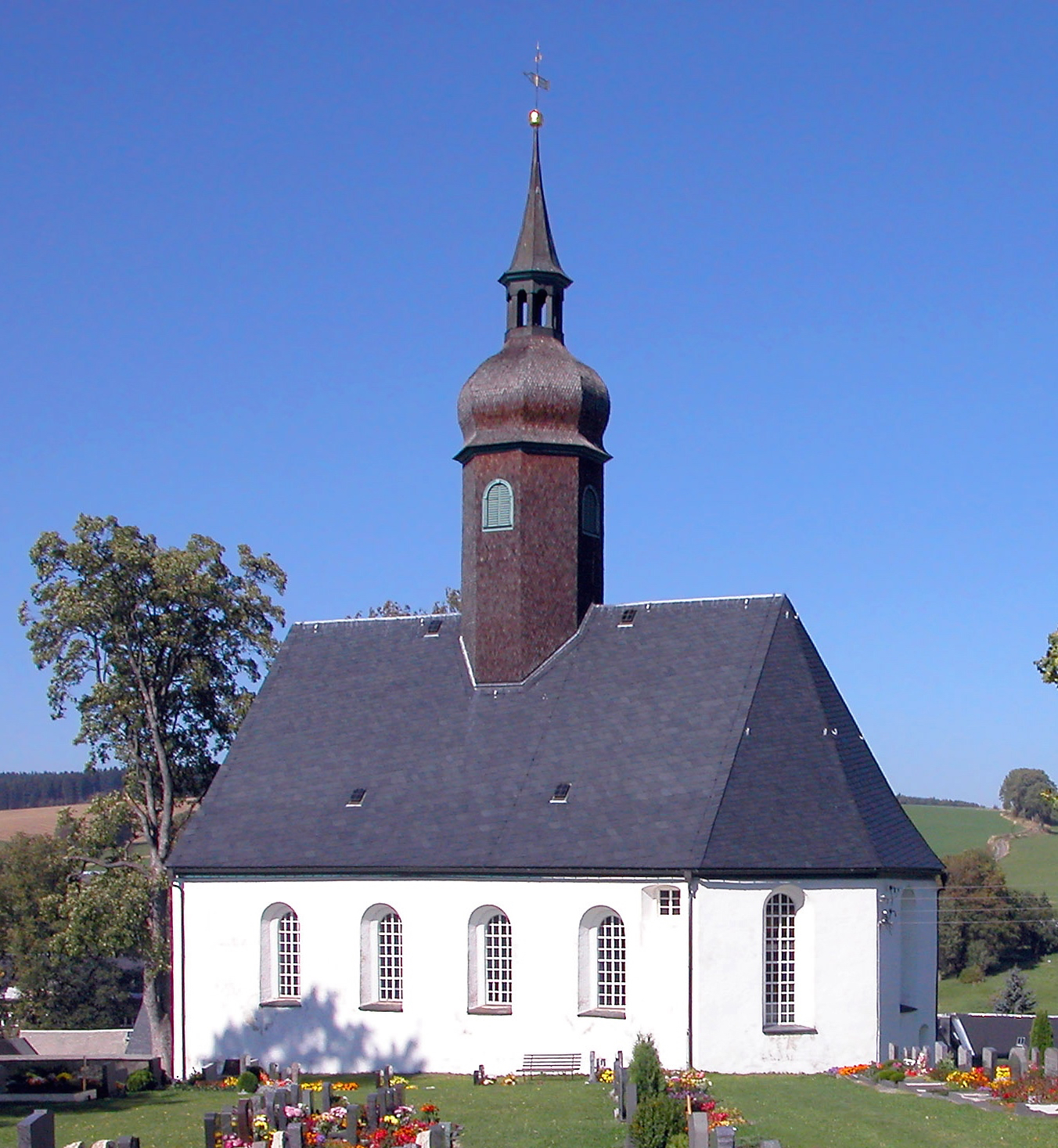
Kirche Cämmerswalde

Die Kirche Cämmerswalde ist eine Barockkirche in Cämmerswalde, einem Ortsteil der Gemeinde Neuhausen/Erzgeb.

## Geschichte

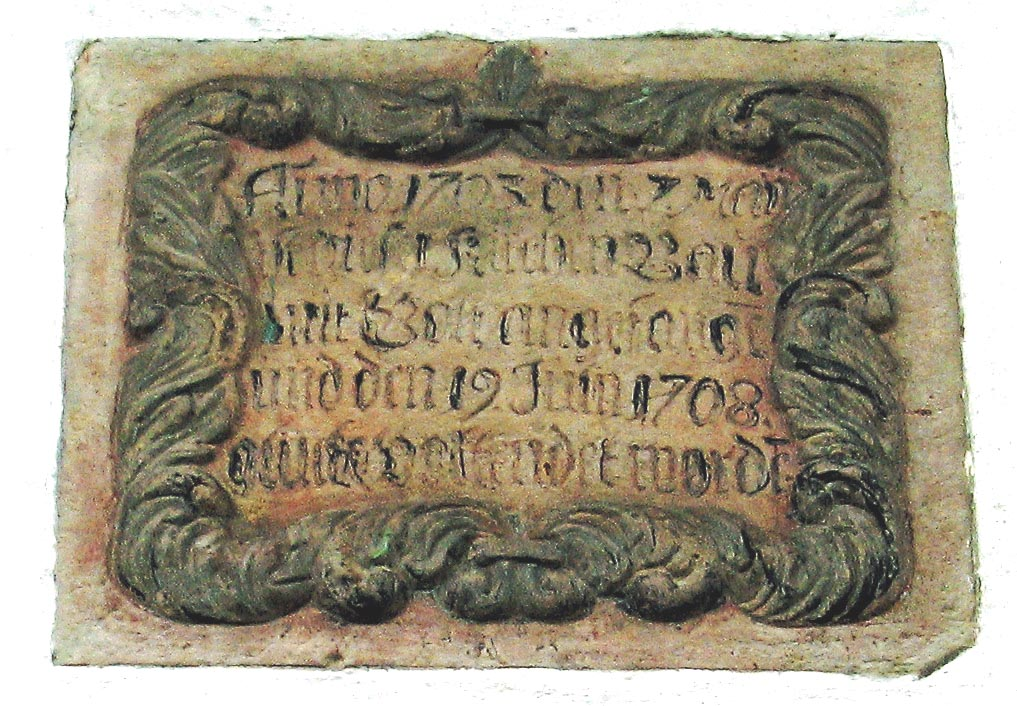
Anno 1703 den 7. Maij ist dieser Kirchen Bau mit Gott angefange[n] und den 19. Julij 1708 glückl[ich] vollendet worde[n].

Die das Panorama des Mitteldorfes bestimmende romanische Kirche wurde 1703 umgebaut. Über dem Eingang steht: Anno 1703 den 7. Maij ist dieser Kirchen Bau mit Gott angefange[n] und den 19. Julij 1708 glückl[ich] vollendet worde[n]. Die heutige Kirche verfügt über eine kunstvolle Kassettendecke und ein künstlerisch wertvolles Altarbild. Sie zählt zu den Kirchen der Region im Stil des so genannten „Bauernbarock“.

### Alter

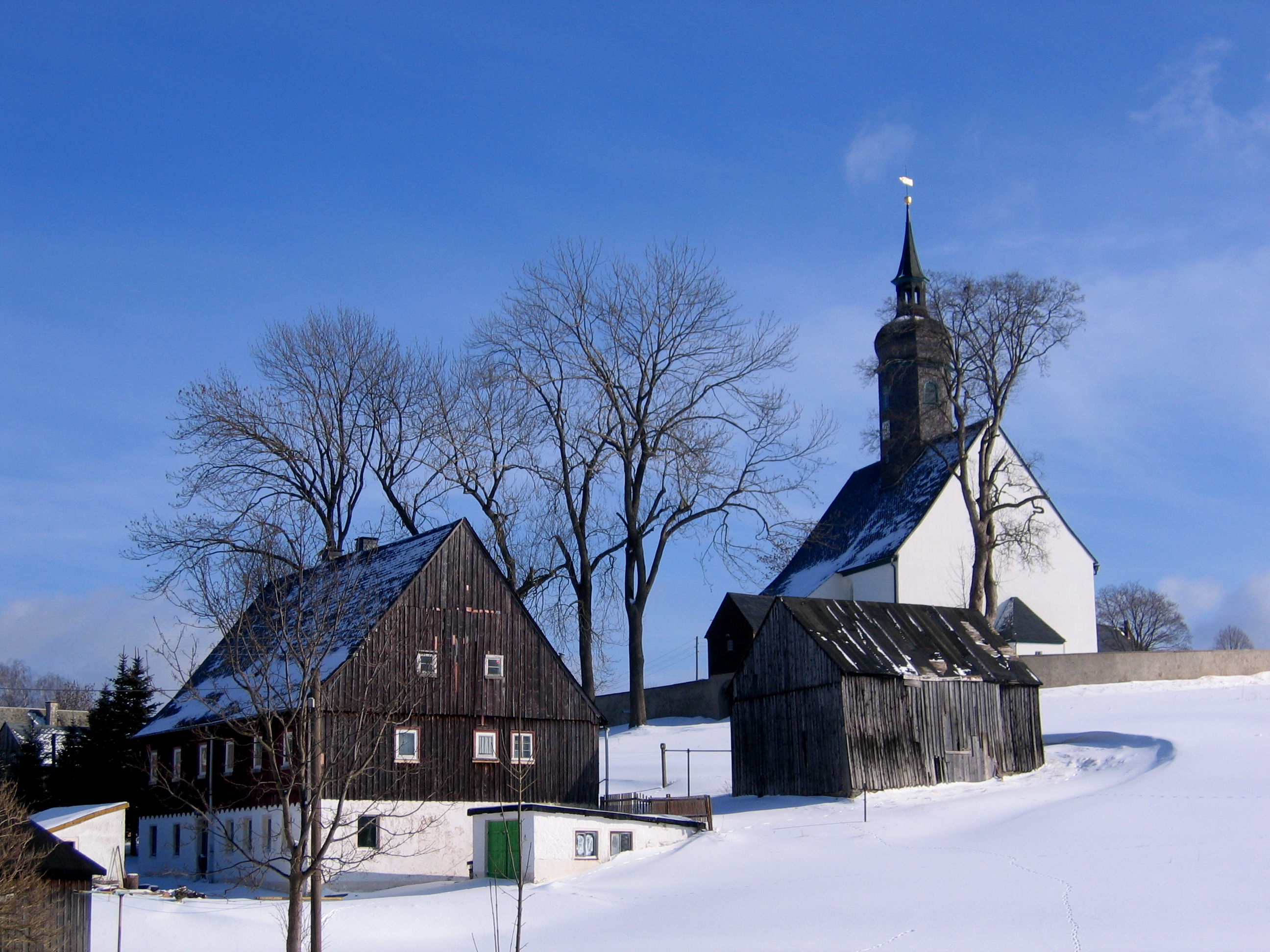
Kirche im Februar 2009

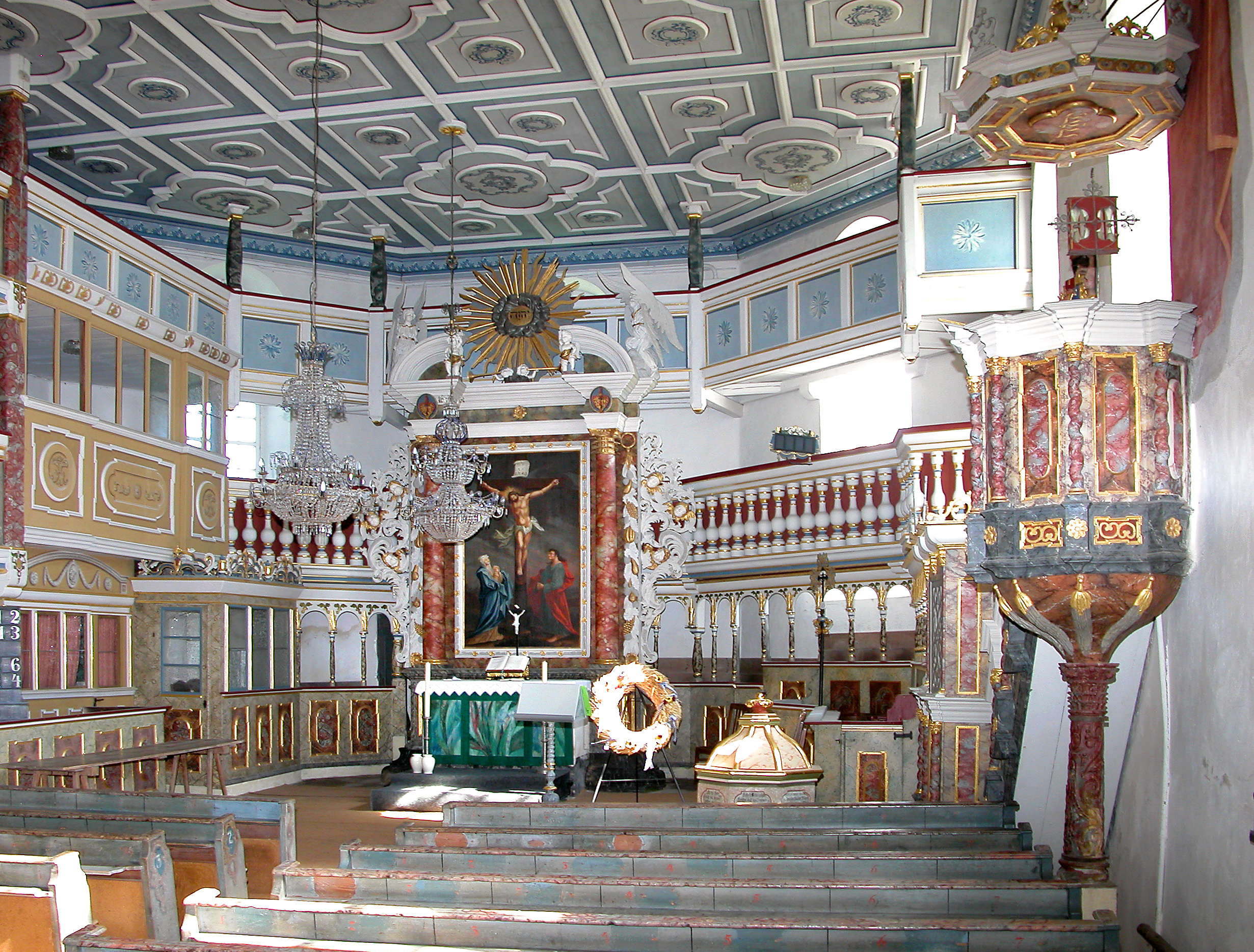
Blick zum Altar

Das Alter der Kirche ist unbekannt, erstmals genannt wird sie in der 1495 erstellten Bistumsmatrikel. Die älteste Jahreszahl findet man in einer lateinischen Inschrift an der ältesten der drei Glocken: anno doi 1499 […] („Im Jahre des Herrn 1499. O König der Herrlichkeit, komm mit Frieden. Sei gegrüßt, Maria.“) Aus der früheren Holzkirche sind drei Schnitzfiguren in einem Schrein und der Altar mit einem Kreuzigungsgemälde erhalten.

### Entstehung und weitere Geschichte
Ungeklärt ist die Eintragung des Pfarrers Herrmann (1793 bis 1838 im Amt) im Kirchenbuch: Anno 1422 ist die Kirche zu Cämmerswalde von dem Bischof Johann IV. von Meißen, […], geweihet und den Aposteln Peter und Paul geeignet worden. Johann IV. wurde jedoch erst 1427 Bischof. Im Erzgebirgischen Generalanzeiger von 1930 steht, dass der damalige Cämmerswalder Pfarrer Jauck die unterschiedlichen Fakten anders deutete. Eine Kirche soll in Cämmerswalde 1422 geweiht worden sein. Dazu gibt es einen Eintrag im Ratsarchiv der Stadt Sayda. Johann IV. kann durchaus 1422 die Weihe vorgenommen haben, und zwar in vertretender Eigenschaft des Erzbischofs Rudolf von Planitz, als Weihbischof, zumal er schon als dessen Nachfolger vorgesehen war. Nach Jauck trug die älteste Glocke die Jahreszahl 1422. Sie sei für die Weihe der Kirche gegossen worden. Die kleinere, vorreformatorische Glocke sei bei der Erweiterung zu einem dreifachen Geläut 1863 in der Glockengießerei von Jaucks Großvater in Leipzig (G. A. Jauck) eingeschmolzen worden.
1580 wurde die Kirchgemeinde Cämmerswalde jener in Neuhausen zugeordnet und der Sitz des Pfarrers dorthin verlegt. Die Nähe und der Einfluss der Grundherren von Purschenstein spielten dabei eine Rolle. 1663 bekam Cämmerswalde seine Pfarrstelle zurück. Das verfallene Pfarrhaus musste abgerissen und neu gebaut werden. 1703 begann der Umbau zur heutigen Kirche. Orgelempore (1726) und Empore hinter der Orgel (1727) errichtete der Cämmerswalder Tischlermeister Gottfried Müller. Auf ihn gehen auch die untere Empore hinter dem Altar (1733), die Pfarrbetstube, die Tür am Westgiebel (1734), das Gestühl um den Altar, das seitliche Gestühl an der Nordwand und die wieder aufgebauten Betstuben zwischen Sakristei und Haupteingang (1737) zurück, die er weitgehend selbst bemalte.

### Orgel

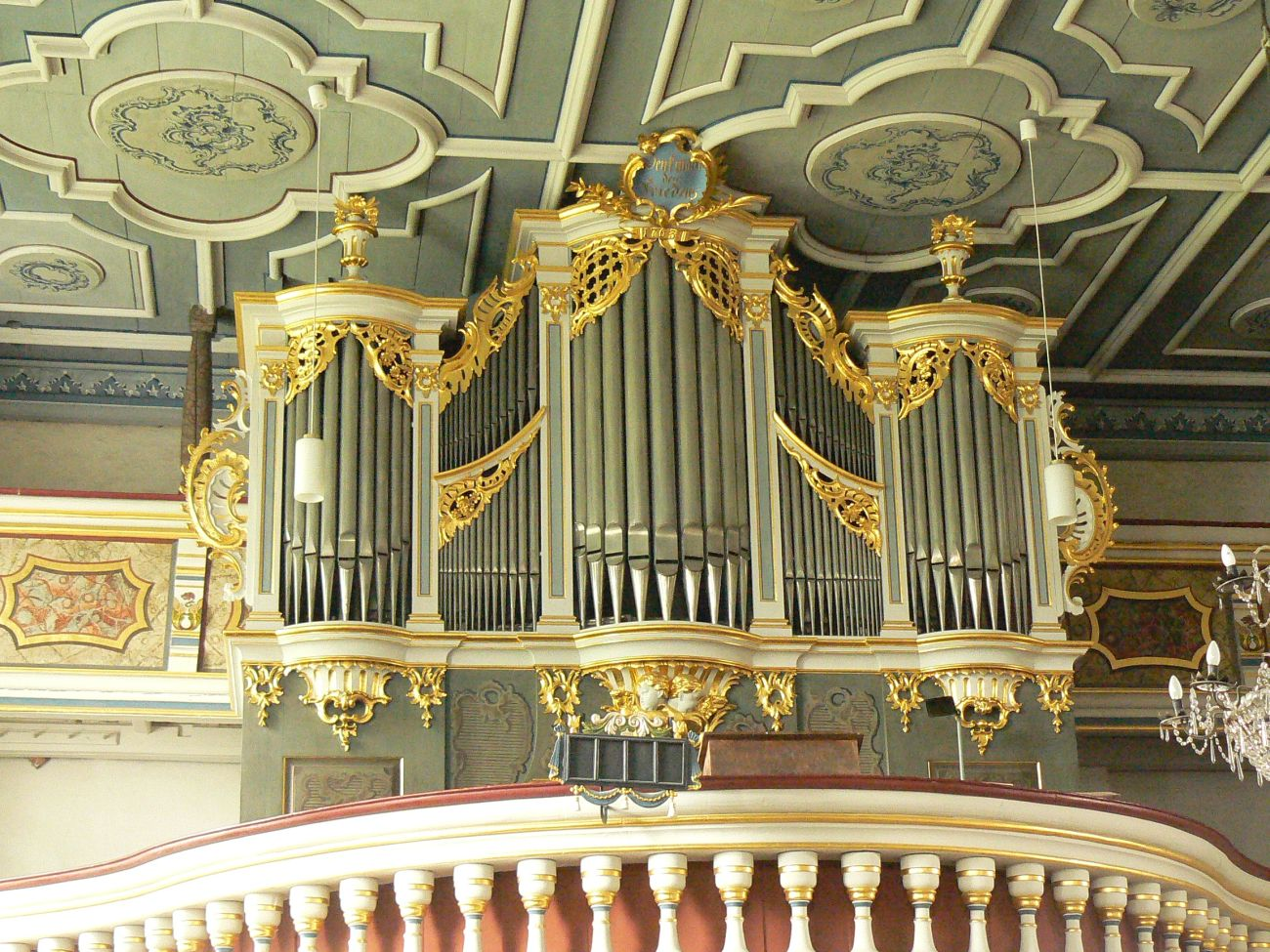
Oehme-Orgel (1763)

Wahrscheinlich erbaute 1716 Tobias Ender aus Oberneuschönberg die erste Cämmerswalder Orgel. Sie musste 1767 einer größeren weichen, die Johann Georg Schön 1764 begann und Adam Gottfried Oehme (1719–1789) bis 1767 vollendete. Oehme war seit 1737 ein Schüler in der Werkstatt von Gottfried Silbermann. Nach dessen Tod 1753 übernahm zunächst Johann Georg Schön die Silbermann-Werkstatt. Nach Schöns Tod 1764 führte Oehme die Freiberger Werkstatt allein weiter und vollendete auch die Orgel für Cämmerswalde mit zwei Manualen und 18 Registern. 1937 kam ein Ersatz der Oehme-Orgel aufgrund der Finanzschwäche der Kirchgemeinde nicht zustande. Die Orgel wurde nach einigen kleineren Überholungen, Abgabe von 28 blinden Prospektpfeifen und Reparaturen 1967 durch Wilhelm Rühle restauriert. Die Disposition lautet:
| I Hauptwerk CD–c3 |       |
| Prinzipal         | 8′    |
| Rohrflöte         | 8′    |
| Quintadena        | 8′    |
| Unda maris        | 8′    |
| Oktave            | 4′    |
| Quinta            | 3′    |
| Oktave            | 2′    |
| Cornet III D      | 2 ⁄3′ |
| Mixtur III        | 1 ⁄3′ |

| II Hinterwerk CD–c3 |       |
| Gedackt             | 8′    |
| Rohrflöte           | 4′    |
| Oktave              | 2′    |
| Quinta              | 1 ⁄2′ |
| Sifflöte            | 1′    |
| Cymbel II           | (1′)  |

| Pedal CD–c1 |     |
| Subbaß      | 16′ |
| Oktavbaß    | 8′  |
| Posaunenbaß | 16′ |

- Koppeln: Manualschiebekoppel, Pedalkoppel (seit 1822)

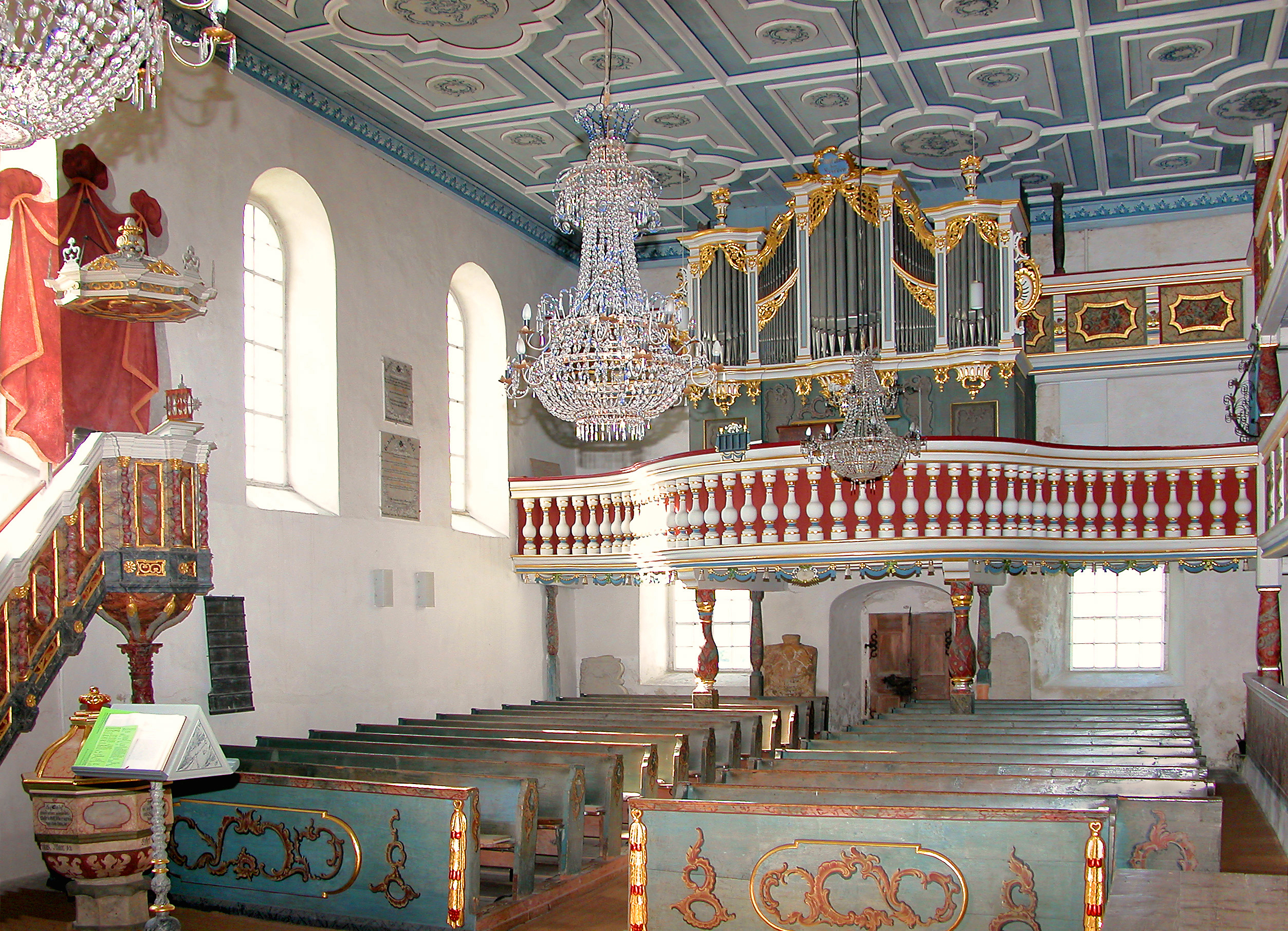
Blick zur Orgel

- Tremulant, Kalkantenklingel[4]

### Kirchgeläut
Eine Kirchturmuhr existierte spätestens im 16. Jahrhundert. Sie wurde 1812 durch eine von Gottfried Gehmlich in Neuwernsdorf erbaute ersetzt. Seit 1980 verfügt die Cämmerswalder Kirche über eine Kirchturmuhr der Firma Hahn aus Zwickau.
Das ursprüngliche zweifache Geläut wurde 1863 zu einem dreifachen erweitert. Dafür wurde eine der vorreformatorischen Glocken (vermutlich aus dem Jahr 1422) geopfert. Im Ersten Weltkrieg wurden beide neuen Glocken beschlagnahmt. Ebenso erging es im Zweiten Weltkrieg den 1921 neu beschafften. Sie wurden jeweils zur Kriegszwecken eingeschmolzen. Seit 1954 vervollständigen zwei Eisenhartgussglocken der Firma Schilling aus Apolda das Geläut.
Das Geläut besteht nunmehr aus einer Bronzeglocke und zwei Eisenhartgussglocken, der Glockenstuhl ist aus Eichenholz und die Glockenjoche sind aus Stahlguss gefertigt.
Im Folgenden eine Datenübersicht des Geläutes:
| Nr. | Gussdatum | Gießer                               | Material      | Durchmesser | Masse   | Schlagton |
| --- | --------- | ------------------------------------ | ------------- | ----------- | ------- | --------- |
| 1   | 1418      | Glockengießerei unbekannt            | Bronze        | 930 mm      | 489 kg  | a′        |
| 2   | 1954      | Glockengießerei Schilling&Lattermann | Eisenhartguss | 1400 mm     | 1100 kg | fis′      |
| 3   | 1955      | Glockengießerei Schilling&Lattermann | Eisenhartguss | 1220 mm     | 770 kg  | h′        |

Bis 1893 hatte die Kirche ein typisches Holzschindeldach, seitdem ein Schieferdach.

### Die Kirche heute
Seit 1978 wurden umfangreiche Restaurierungsmaßnahmen durchgeführt, die Mittel kamen ausschließlich aus privaten Spenden. Nach 1990 stellten die Landeskirche Sachsen und der Denkmalschutz erhebliche Mittel zum Erhalt bereit. Neben der Orgel und dem Säulenaltar ist vor allem die barocke, gut restaurierte Holzarchitektur in der Kirche sehenswert.
Die Cämmerswalder Gemeinde hat keinen eigenen Pfarrer mehr, sie ist Schwesterkirchgemeinde von Clausnitz und Rechenberg-Bienenmühle. Gottesdienste finden regelmäßig an drei Sonntagen im Monat sowie an allen großen Feiertagen statt.

## Gedenksteine

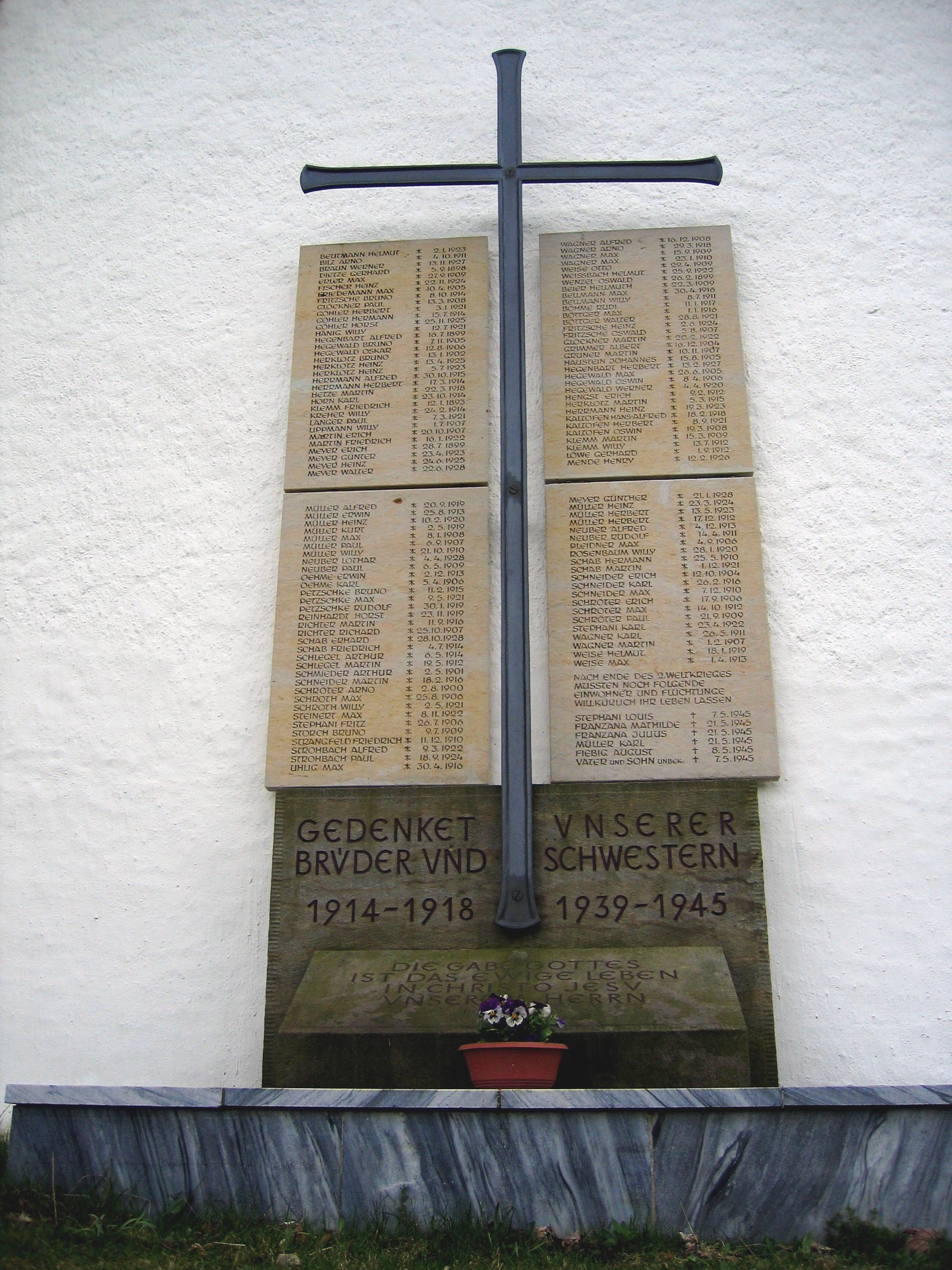
Gedenkstein für die Opfer des Ersten und Zweiten Weltkriegs

Auf dem zur Kirche gehörenden Friedhof befindet sich ein 1957 geweihtes Gedenkkreuz für die Opfer beider Weltkriege. 2007, zum 800-jährigen Ortsjubiläum, wurden vom Heimatverein Cämmerswalde zwei Tafeln mit den Namen der Gefallenen an der Kirche angebracht und geweiht.
Ein Denkmal für die Gefallenen des Ersten Weltkrieges wurde 1923 vor der Cämmerswalder Schule errichtet. 1945 wurde der Adler als vermeintliches nationalsozialistisches Symbol entfernt und ging verloren. 1973 wurde das Denkmal vor der Schule wegen der Errichtung eines Brunnens entfernt und steht heute auf dem Friedhof.
Auf dem Friedhof an der Kirche befindet sich weiterhin ein Grabmal für einen sowjetischen Bürger, der während des Zweiten Weltkriegs nach Deutschland verschleppt wurde und der Zwangsarbeit zum Opfer fiel.